# Auksutė Ramanauskaitė-Skokauskienė

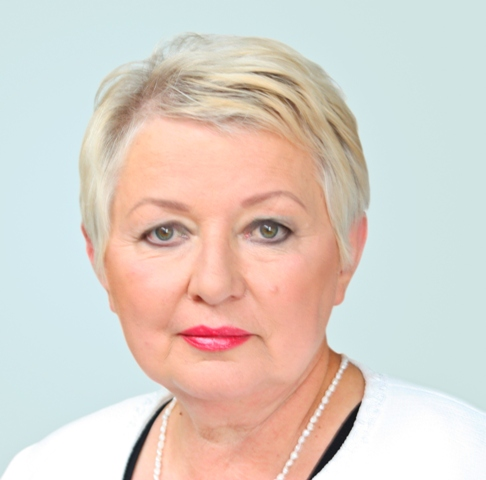
Auksutė Ramanauskaitė-Skokauskienė

Auksutė Ramanauskaitė-Skokauskienė (* 16. Dezember 1948 in Prienai) ist eine litauische konservative Politikerin.

## Leben
Ihr Vater war General Adolfas Ramanauskas-Vanagas (1918–1957) und die Mutter Partisanin Birutė Mažeikaitė-Ramanauskienė. Bis 1956 wurde sie geheim als Partisanenkind gehalten. 1956 mit dem fremden Familiennamen besuchte sie die Grundschule Kamajai. Oktober 1956 wurden ihre Eltern verhaftet. Von 1956 bis 1961 lernte sie in der Mittelschule der Rajongemeinde Alytus und 1967 absolvierte Abitur am „Aušros“-Gymnasium in Kaunas sowie 1973 das Diplomstudium des Bauingenieurwesens am Kauno politechnikos institutas und wurde Bauingenieurin. Ab 1973 arbeitete sie in  Ukmergė und ab 1981 in Birštonas.
Von 2008 bis 2012 war sie Mitglied des Seimas.
Sie ist Mitglied der Tėvynės sąjunga.

## Bibliografie
- Daugel krito sūnų …: atsiminimai. – 2-asis leid. – V.: Mintis, 1992. – 446 p. – ISBN 5-417-00610-6
- Daugel krito sūnų …: partizanų gretose. – V.: LGGRTC, 1999. – 607 p.: iliustr. – ISBN 9986-757-15-0
- Daugel krito sūnų…: partizanų gretose. – 2-asis leid. – V.: Lietuvos gyventojų genocido ir rezistencijos tyrimo centras, 2007. – 586 p.: iliustr. – ISBN 978-9986-757-79-5
- Partizanų vadas generolas Adolfas Ramanauskas-Vanagas: albumas. – K.: Naujasis lankas, 2007. – 95 p.: iliustr. – ISBN 978-9955-03-424-7
- Generolas Adolfas Ramanauskas-Vanagas tautos ir valstybės atmintyje (sud. Auksutė Ramanauskaitė-Skokauskienė, Kęstutis Kasparas). – K.: Naujasis lankas, 2007. – 368 p.: iliustr. – ISBN 978-9955-03-431-5
- Generolas Adolfas Ramanauskas-Vanagas: albumas. – V.: Lietuvos Respublikos krašto apsaugos ministerija, 2008. – 120 p.: iliustr. – ISBN 978-9986-738-91-6